# レネ・ウォルフ
レネ・ウォルフ（René Wolff。1978年4月4日- ）はドイツ・エアフルト出身の元自転車競技（トラックレース）選手。ドイツ語に即せばレネ・ヴォルフとなる。

## 経歴
イエンス・フィードラーの後継短距離選手として国際大会で大活躍。2004年アテネオリンピックではこの大会を最後に事実上引退することが決まっていたフィードラー、シュテファン・ニムケとともにチームスプリントの第2走として、決勝で日本（長塚智広、伏見俊昭、井上昌己）と接戦を演じながらも勝ち、優勝に貢献。この他、世界自転車選手権のスプリントでも2005年に優勝を果たしている他、右記に示す通り、ジュニア時代から国際大会の舞台において華々しい活躍を続けてきた。
しかし2006年の世界選手権・スプリント200mフライングタイムトライアル予選において、参加選手中最下位という信じられない成績に終わり、その後国際大会の舞台から姿を消すことになった。
2007年5月、ウォルフは現役引退を表明。指導法等を巡ってコーチと対立し、将来の展望が見えなくなったからだという。
国際競輪にも参加実績があり、通算で30戦7勝という成績を収めている。